# Heinrich Daniel Ruhmkorff
Heinrich Daniel Ruhmkorff (Hannover, 15 de janeiro de 1803 — Paris, 20 de dezembro de 1877) foi um mecânico alemão que comercializou a bobina de indução (muitas vezes referida como a bobina de Ruhmkorff.)

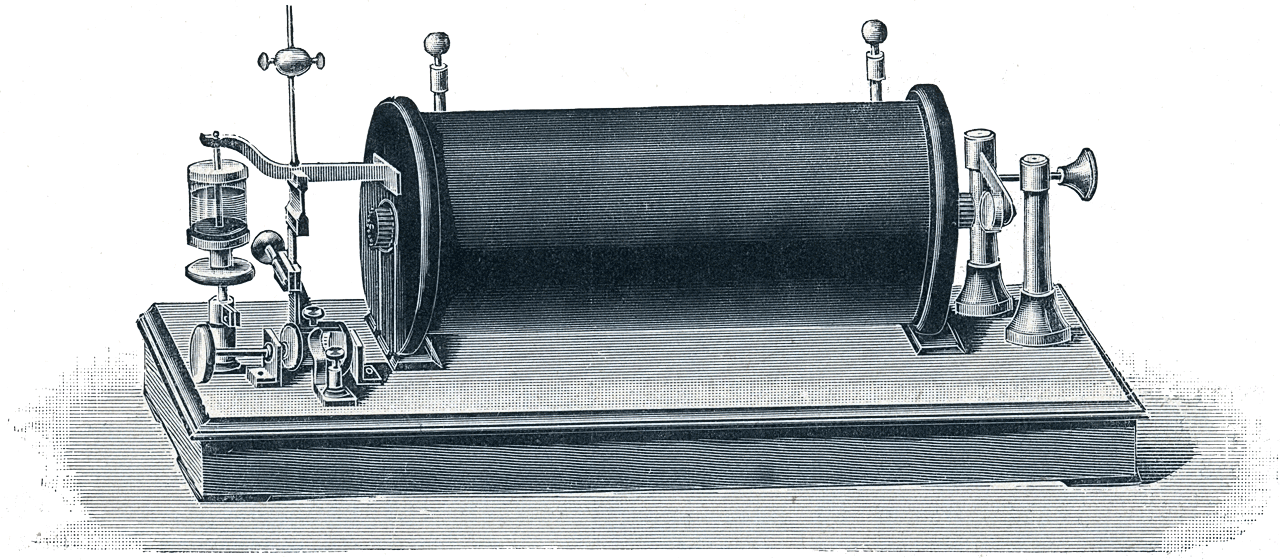
O indutor Ruhmkorff

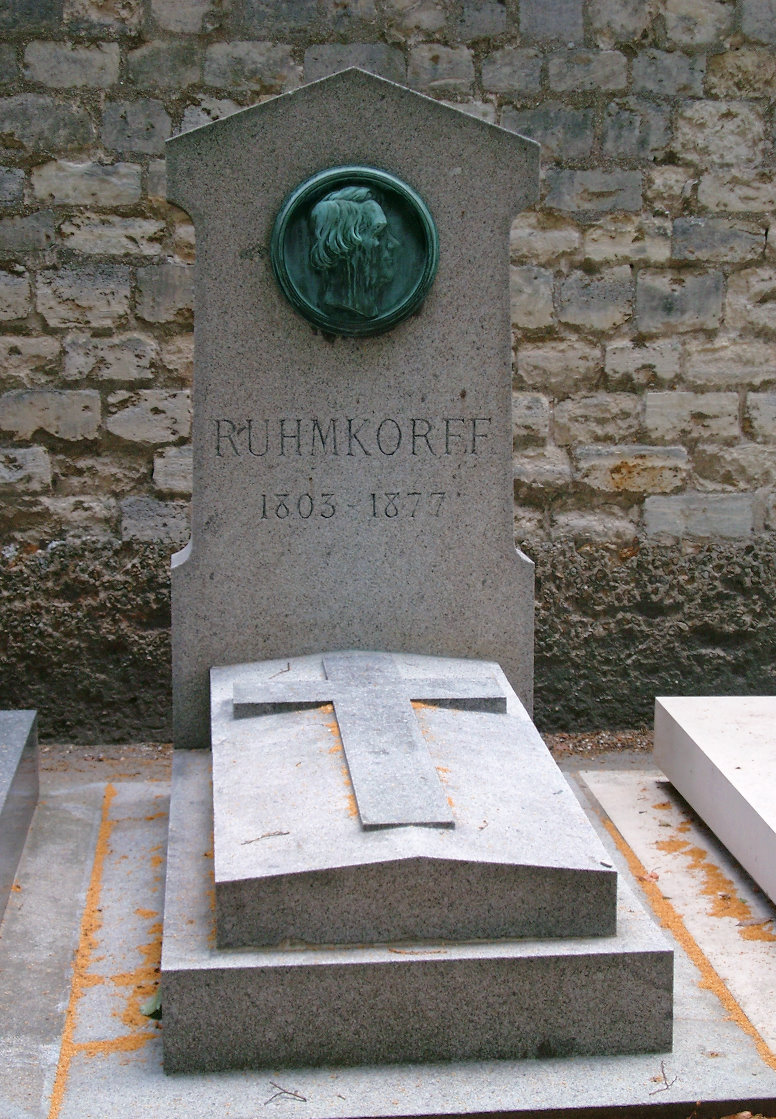
Sepultura de Heinrich Daniel Ruhmkorff no Cemitério do Montparnasse, Paris